# Matěj Kunvaldský

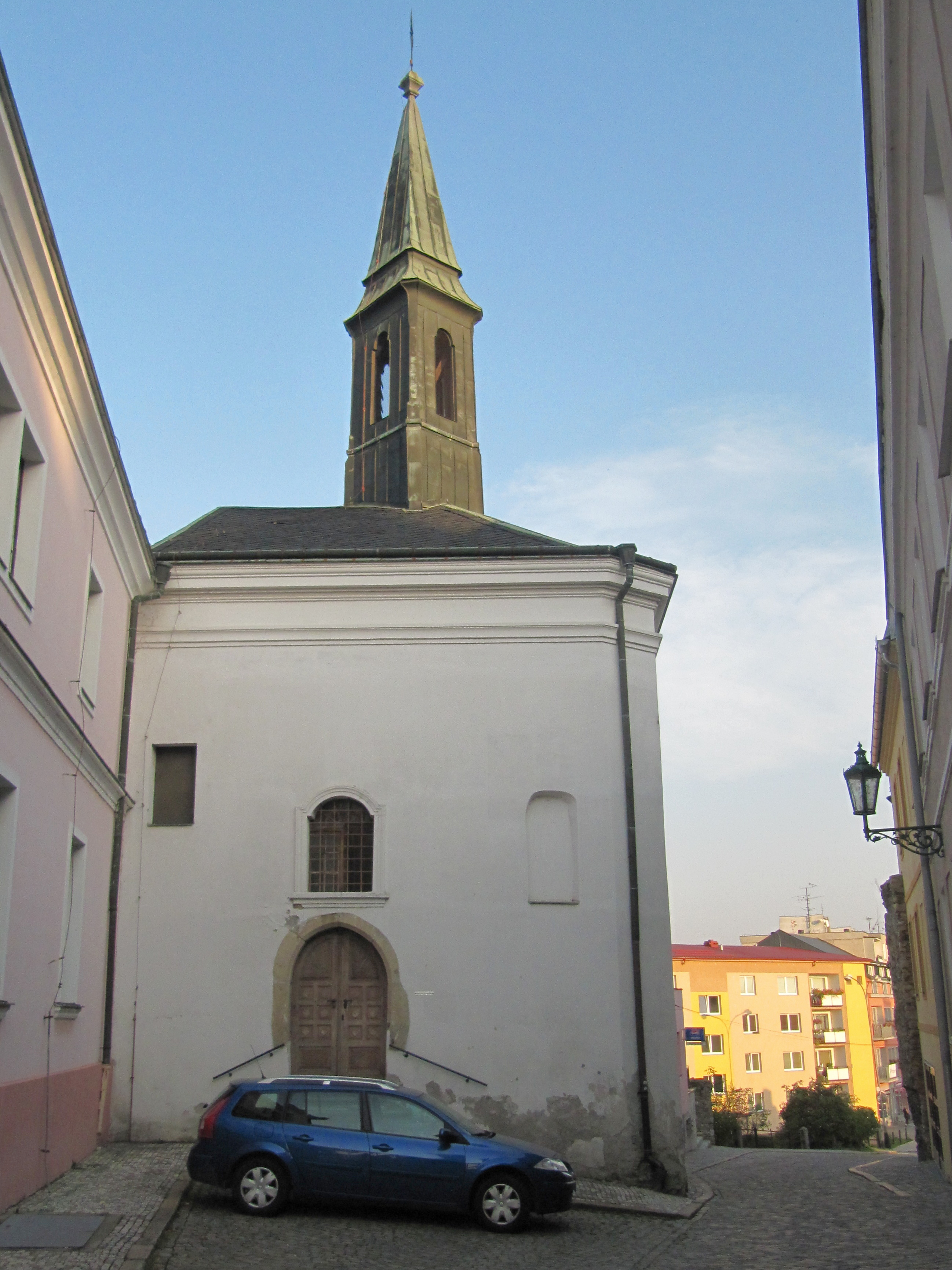
Kostelík sv. Jiří v Přerově, místo posledního odpočinku Matěje Kunvaldského

Matěj Kunvaldský (1442, Kunvald – 23. ledna 1500, Lipník nad Bečvou) byl jedním z prvních tří kněží a prvním biskupem jednoty bratrské.

## Život
O jeho životě před nastoupením duchovního úřadu v jednotě nejsou známy bližší informace kromě těch, že byl selského původu a pocházel z Kunvaldu. Díky svým osobním kvalitám, zejména příkladné zbožnosti, byl 26. března 1467 na synodu ve Lhotce u Rychnova nad Kněžnou společně s Eliášem z Chřenovic a Tůmou Přeloučským zvolen jedním z prvních tří kněží jednoty a následně také biskupem. Zároveň byl pověřen péčí o sbory ve východních Čechách, které spravoval z Rychnova nad Kněžnou. Z okruhu jeho spolupracovníků se později vytvořila úzká rada.
I přes velkou autoritu, kterou Matěj Kunvaldský v jednotě požíval, neprokázal v době, kdy se dynamicky vyvíjela diskuse o teologickém směřování, schopnost jednání, které se očekávalo od jeho biskupského úřadu. Podléhal momentálním tlakům svého okolí a absence teologických kompetencí mu znemožňovala účinněji zasáhnout do vývoje poměrů. V roce 1490, v době vrcholícího sporu mezi tzv. Malou a Velkou stránkou, svolal za účelem řešení krize synod do Brandýsa nad Orlicí, který se kladně vyjádřil k otázce zastávání úřadů ve správě světské obce. Pod tlakem konzervativní skupiny Jakuba ze Štěkně však rozhodnutí brandýského synodu nedlouho poté anuloval. Po dalším vyhrocení situace svolal v roce 1494 nový synod do Rychnova nad Kněžnou, který se navrátil k brandýskému usnesení. V zájmu vyřešení konfliktu zde dal k dispozici svůj biskupský úřad i kněžství. Obojí mu bylo ponecháno, avšak z kompetencí biskupa měl nadále uplatňovat pouze světící moc. Vedení jednoty s titulem sudího bylo svěřeno Prokopovi z Jindřichova Hradce, který byl spolu s dalšími dvěma osobami povolán k biskupskému úřadu. V roce 1495 podepsal Matěj Kunvaldský se skupinou dalších 17 duchovních v Rychnově nad Kněžnou usnesení, kterým se jednota bratrská distancovala od spisů svého „zakladatele“, Bratra Řehoře. Závěr svého života strávil v Lipníku nad Bečvou, kde zemřel. Podle záznamu bratrského Nekrologia byl pochován v Přerově v kostelíku bratrském na kopci, znovu vystaveném, v němž ještě žádný položen nebyl,  v dnešním kostelíku sv. Jiří.

## Dílo
- Psaní B. Matěje Kunvaldského odtržencuom po tom společném mluvení, kteréž s nimi v Chlumci bratří měli léta 1496 (ca 1498, dochováno rukopisně). Reakce na probíhající spory mezi tzv. Malou a Velkou stránkou.
- Matějovi Kunvaldskému bývá přičítáno autorství písní Chvalmež nyní Boha svého, Radostně Boha chvalme, Radujme se v Pánu Kristu, Radujme se v našem srdci a také Radujme se vždy společně, která údajně poprvé zazněla při volbě bratrských kněží ve Lhotce u Rychnova nad Kněžnou v roce 1467.

### Edice
- FIEDLER, Joseph (ed.). Todtenbuch der Geistlichkeit der Böhmischen Brüder. Fontes rerum Austriacarum. Oesterreichische Geschichts-Quellen. Abt. 1. Scriptores. Bd. 5. Wien 1863, 220 (životopisné údaje podle bratrského Nekrologia)
- GINDELY, Anton. Dekrety Jednoty bratrské. Praha 1865, 37 (kšaft Matěje Kunvaldského)